# Uebelmannia pectinifera
Uebelmannia pectinifera är en kaktusväxtart som beskrevs av Albert Frederik Hendrik Buining. Uebelmannia pectinifera ingår i släktet Uebelmannia och familjen kaktusväxter.

## Underarter
Arten delas in i följande underarter:
- U. p. flavispina
- U. p. horrida
- U. p. pectinifera

## Bildgalleri

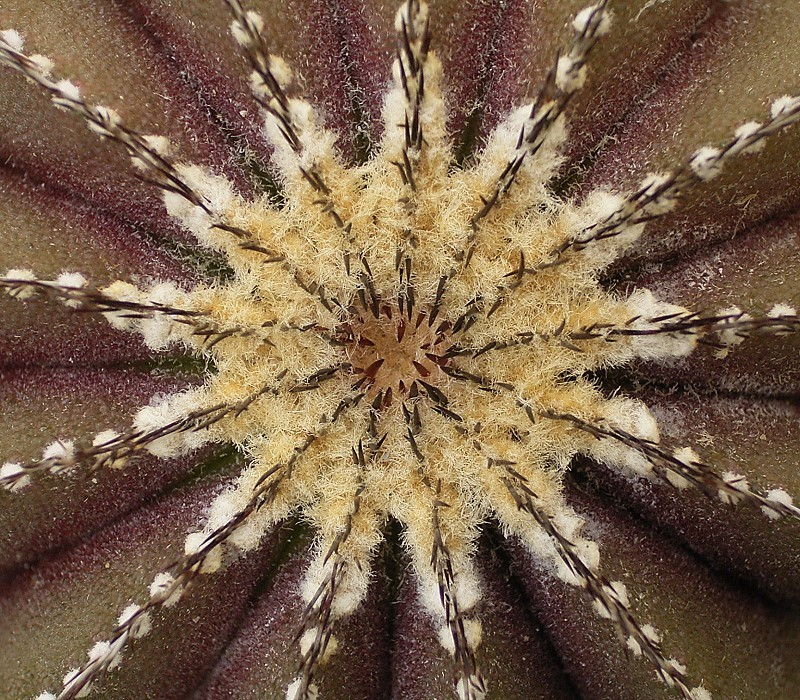
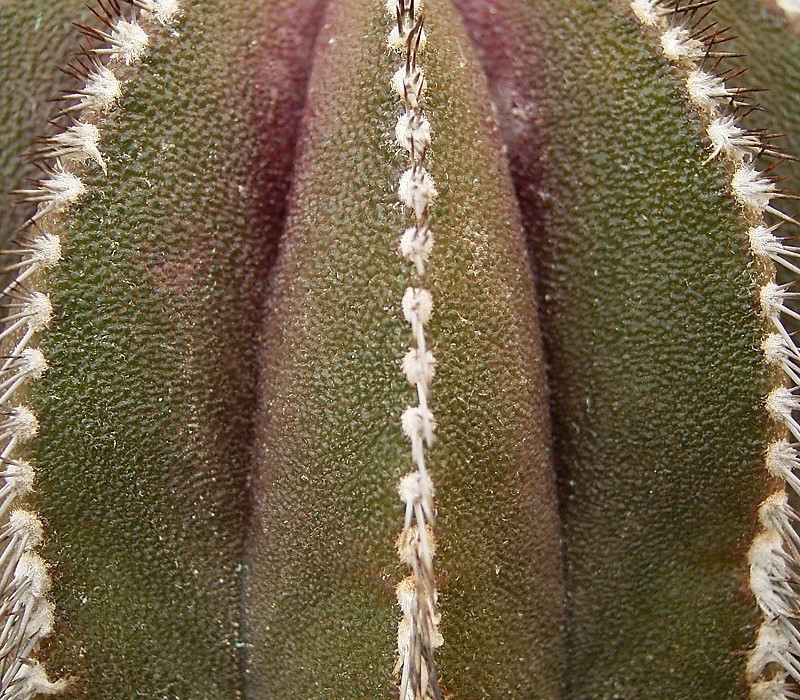
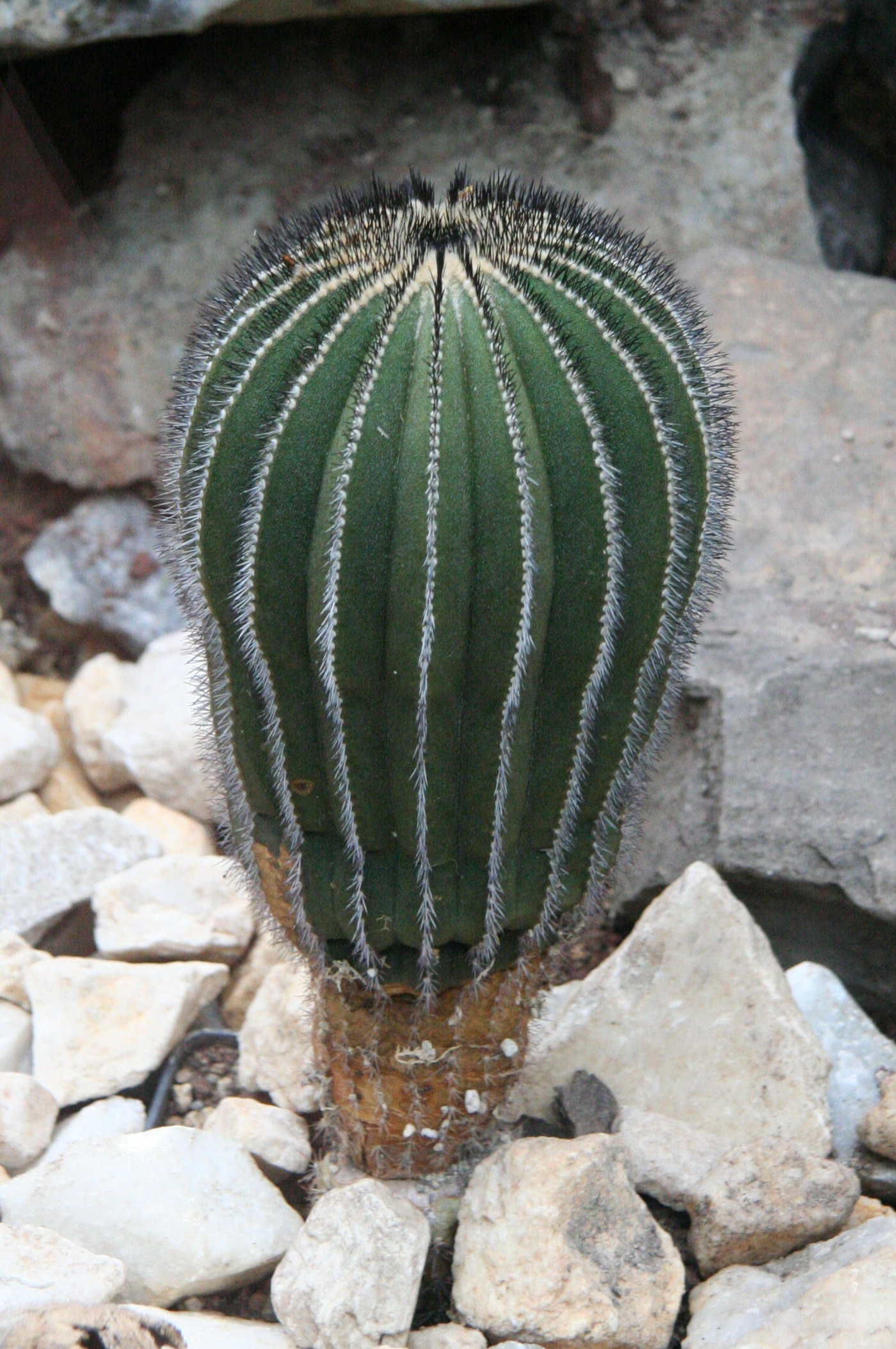
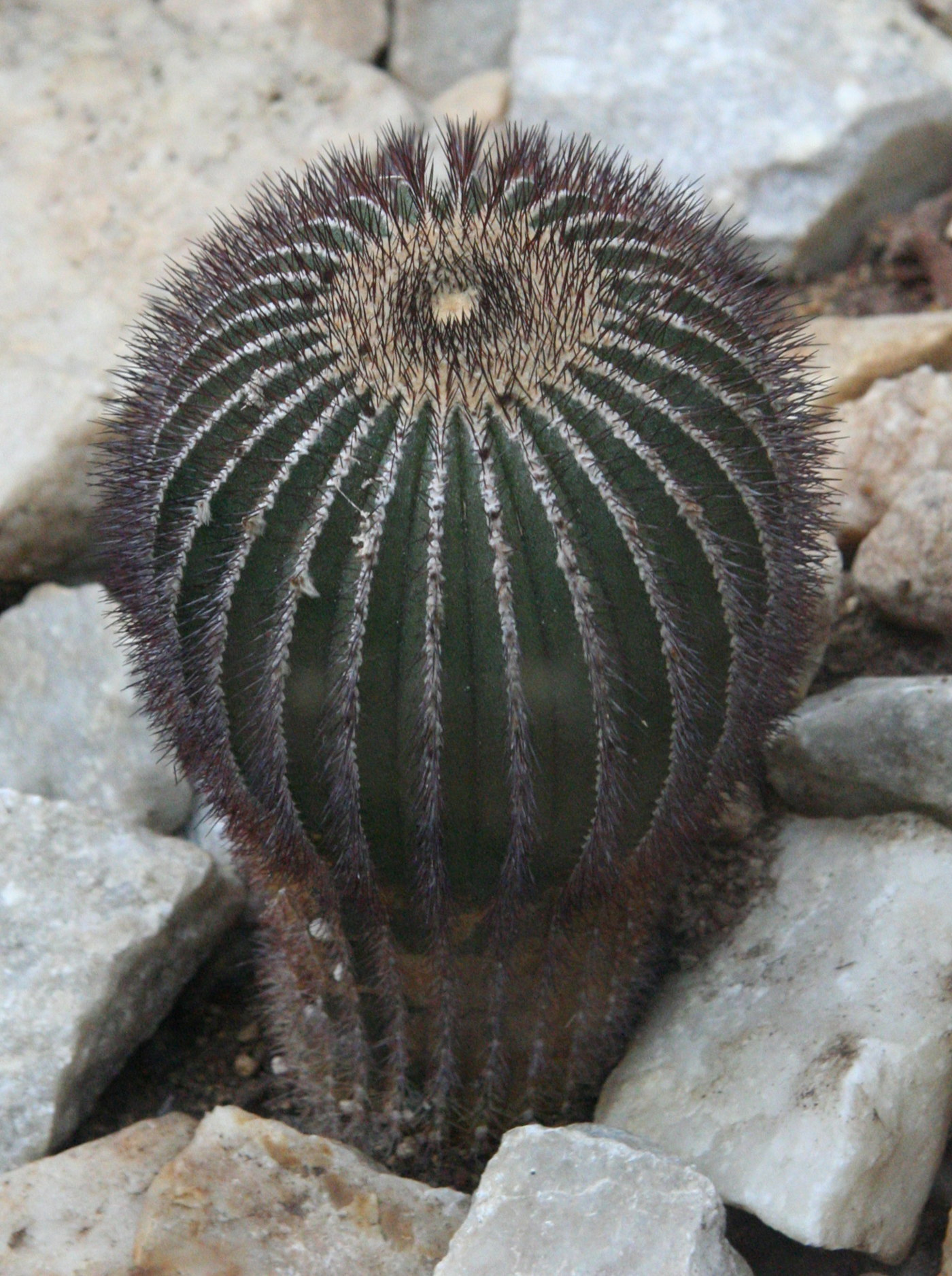
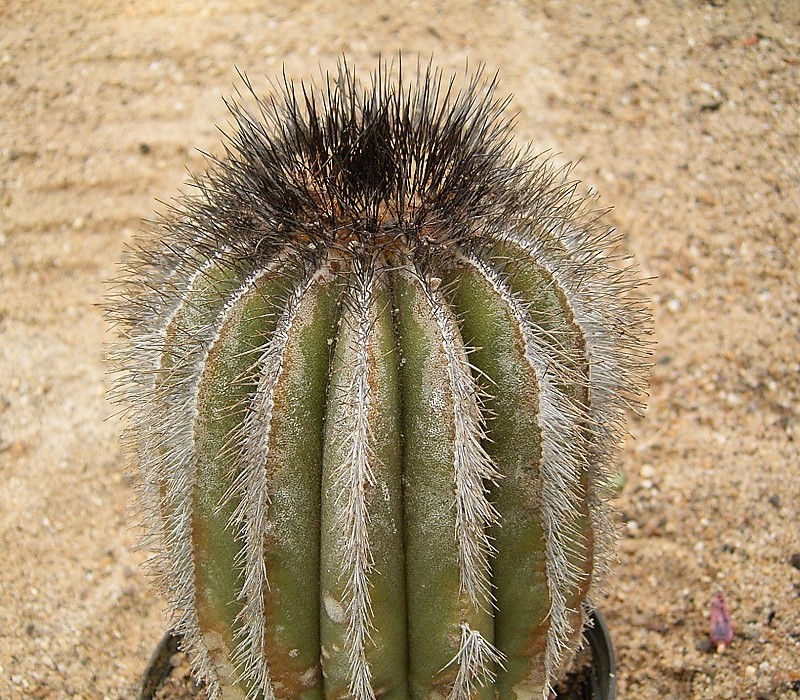
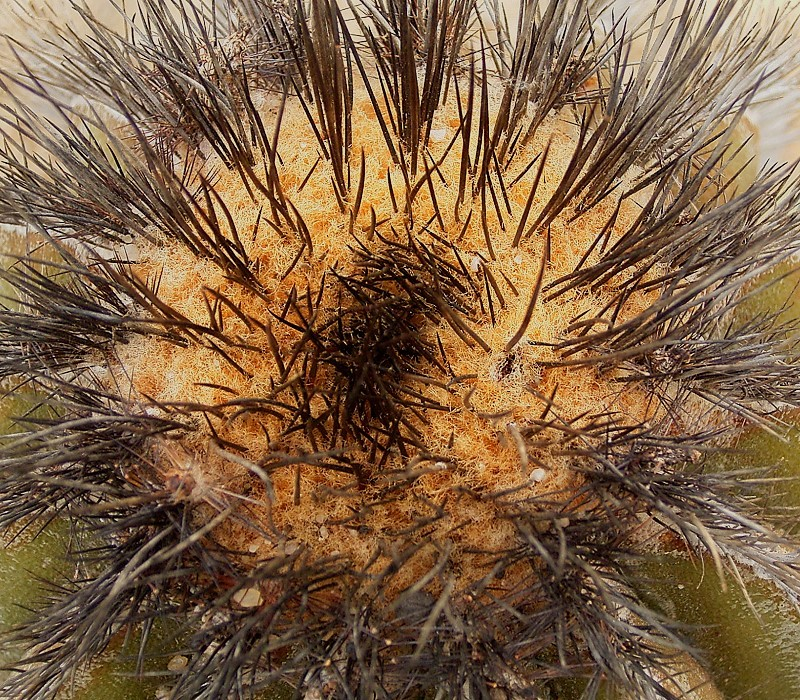